# Liste der Ehrenbürger von Nonnenhorn
Die Liste der Ehrenbürger von Nonnenhorn zeigt alle Bürger von Nonnenhorn auf, denen die Ehrenbürgerwürde verliehen wurde.
Die Ehrenbürgerwürde ist die höchste kommunale Auszeichnung der Gemeinde Nonnenhorn. Bislang wurden acht Personen zu Ehrenbürgern ernannt.
Hinweis: Die Auflistung erfolgt chronologisch nach Datum der Zuerkennung. Sie ist nach 1983 möglicherweise nicht mehr vollständig.

## Die Ehrenbürger der Gemeinde Nonnenhorn
1. Albert Rätzer (* 25. Dezember 1836 in Bern; † 11. September 1907 in Güttingen a.B.)
Privatier
Verleihung am 25. Mai 1907
Rätzer lebte nur kurze Zeit in Nonnenhorn. Er galt als Sonderling. Der Gemeinde hat er nach seinem Wegzug zweimal Schenkungen für die St.-Jakobus-Kapelle zukommen lassen. In Anbetracht des freundlichen Entgegenkommens beschloss der Gemeindeausschuss, ihn zum Ehrenbürger zu ernennen. Dreieinhalb Monate später wurde er ermordet.
2. Johann Gierer (* 17. Juni 1850; † 2. Mai 1923)
Bürgermeister
Verleihung 1919
Gierer war von 1900 bis 1919 Bürgermeister von Nonnenhorn. Während seiner Amtszeit bekam der Ort 1911 elektrisches Licht. 1912 wurde die Dampfschiffländestelle eingeweiht, mit der der Ort Anschluss an die Bodenseedampfschifffahrt erhielt. Anlässlich seines Rücktritts wurde ihm die Ehrenbürgerschaft verliehen.
3. Josef Kling (* 22. November 1868; † 29. März 1925)
Beigeordneter
Verleihung 1919
Der Sohn des ehemaligen Nonnenhorner Bürgermeisters Erasmus Kling wurde 1894, im Alter von 26 Jahren, zum Beigeordneten gewählt. Mit außerordentlicher Zähigkeit verfolgte er den Plan seines Vaters weiter, den Ort an die Bodenseedampfschifffahrt anzubinden. 1912 wurde die Anlegestelle eröffnet. 1898 übernahm er mit seinem Bruder Georg das Anwesen des Weinhändlers Hugo May und brachte es zu voller Blüte. Geschwächt aus dem Krieg heimgekehrt gab er 1919 sein Geschäft in fremde Hände und trat auch als Beigeordneter zurück.
4. David Schnell (* 31. Mai 1849; † 31. März 1932)
Kassierer
Verleihung 1919
Schnell war Sohn des Nonnenhorner Gemeindekassierers Georg Schnell und Enkel des ehemaligen Vorstehers David Schnell. 1894 folgte er den Fußstapfen seines Vaters und wurde selbst Gemeindekassierer. Er blieb bis 1919 im Amt.
5. Peter Bullrich (* 3. November 1883; † 2. November 1964)
Tierzüchter
Verleihung 1958
Bullrich verbrachte seine Jugend in Straßburg und kam nach landwirtschaftlichem Studium an der Technischen Hochschule München im Januar 1924 mit seiner Familie nach Nonnenhorn. Auf seinem Gut widmete er sich der Tier- und Pflanzenzucht und erzielte dabei so große Erfolge, dass er 1930 zum Mitglied der Kaiser-Wilhelm-Gesellschaft berufen wurde. Gegen Ende des Zweiten Weltkriegs war er Führer des 300 Mann starken Volkssturms. Auf Bitten des Ortsbauernführers Johann Schnell löste er den Volkssturm einen Tag vor Einmarsch der französischen Armee auf. Da Bürgermeister Guido Haag die kampflose Übergabe angeboten hatte, bewahrte Bullrich mit diesem Schritt den Ort vor schweren Kampfhandlungen. Anlässlich seines 75. Geburtstages wurde er zum Ehrenbürger der Gemeinde ernannt.
6. Hans Feneberg (* 10. Dezember 1895; † 6. April 1982)
Feuerwehrkommandant
Hans Feneberg arbeitete zeitlebens in der Wein- und Obsthandlung seines Schwagers Jakob Schnell. 41 Jahre leistete er ehrenamtlich Dienst in der Freiwilligen Feuerwehr Nonnenhorn, darunter sieben Jahre als Kommandant. Daneben war er Mitglied des Musikvereins Wasserburg und des Liederkranzes Nonnenhorn sowie Vorstandsmitglied des Spar- und Darlehenskassenvereins.
7. Theresia Feneberg (* 19. November 1902; † 9. Januar 1983)
Verleihung am 8. Mai 1971
Theresia Feneberg stammte aus Ebersbach bei Obergünzung und heiratete 1939 ihren Mann. Sie arbeitete ebenfalls im Betrieb von Jakob Schnell.
1969 verkauften die kinderlos gebliebenen Eheleute ihr Anwesen im Schneckenwinkel und spendeten in den folgenden Jahren der Gemeinde immer wieder Geld für soziale Zwecke. In Würdigung der großen Verdienste um das Wohl der heimatlichen Gemeinde, insbesondere in Anerkennung der Förderung des Kindergartenbaues und der Belange der Freiwilligen Feuerwehr wurde beiden auf einstimmigen Beschluss des Gemeinderates das Ehrenbürgerrecht verliehen.
8. Prof. Dr. Klemens Joos (* 20. April 1969)
Beschlossen am 27. November 2023, verliehen in einem Festakt am 20. Juni 2024
Prof. Dr. Klemens Joos hat die soziale, ökologische und wirtschaftliche Entwicklung Nonnenhorns sowie die Gestaltung eines lebenswerten Ortsbildes in vielfältiger Art und Weise mitgestaltet und sich bleibend um Nonnenhorn verdient gemacht. Prof. Dr. Klemens Joos wird auf einstimmigen Beschluss des Gemeinderates hin das Ehrenbürgerrecht verliehen.[1]

## Einzelnachweis
1. ↑  Nonnenhorn: Gemeinderat wählt Klemens Joos einstimmig zum Ehrenbürger. 9. Januar 2024, abgerufen am 9. Januar 2024.